# Sociedad Deportiva Gama
La Sociedad Deportiva Gama es un club de fútbol de Gama en el municipio de Bárcena de Cicero (Cantabria). Fundado en 1971, juega actualmente en el grupo III de la Tercera Federación de España. Disputa sus partidos como local en el campo de Santa María, con una capacidad estimada en 500 espectadores.

## Historia
Fundado en 1971, ha militado mayoritariamente en las ligas autonómicas, pasando por todas ellas, de la Tercera Regional a la Regional Preferente, categoría esta, en la que más veces ha competido a lo largo de su historia. Su estreno en categoría nacional fue en la temporada 1986-87, cuando debutó en la Tercera División. Su mejor clasificación histórica fue en la campaña 2013-14, tras clasificarse séptimo del grupo III de la 3.ª División.

## Trayectoria en competiciones nacionales
- Temporadas en Primera División: 0
- Temporadas en Segunda División: 0
- Temporadas en Primera Federación: 0
- Temporadas en Segunda Federación: 0
- Temporadas en Tercera: 12 (1986-87, 1988-89 a 1989-90, 1993-94, 2005-06 a 2007-08, 2012-13 a 2015-16 y 2022-23).
- Participaciones en Copa del Rey: 0

## Palmarés
- Campeón de Regional Preferente (3): 1987-88, 2004-05, 2011-12.
- Subcampeón de Regional Preferente (2): 1992-93 y 2023-24.
- Subcampeón de Segunda Regional (1): 1976-77.

## Uniforme
- Primer uniforme: camiseta azul con detalles blancos, pantalón medias azules.[1]
- Segundo uniforme: camiseta, pantalón y medias negras.[2]

## Estadio
Campo de fútbol Santa María, de hierba artificial construido en el año 2018, con capacidad para unos 500 espectadores. Ubicado en la calle El Ferial, s/n (Gama (Bárcena de Cicero)).

## Filial
El Gama mantuvo en los años 90 un equipo filial denominado Sociedad Deportiva Gama "B", que compitió en la Primera Regional la temporada 1993-94 finalizando 18.º; la temporada siguiente ya no salió a competir.